# Avenida Roosevelt (Lima)
La Avenida Roosevelt es una avenida del distrito de Lima, en la ciudad homónima, capital del Perú. Se extiende de oeste a este, a largo de tres cuadras. Su trazo es continuado al oeste por la avenida Bolivia

## Recorrido
Se inicia en el punto de confluencia del jirón de la Unión, el paseo de la República y la avenida Bolivia.

## Historia
La primera cuadra de la avenida es anterior al siglo XVII, antiguamente una calle conocida como Sirena por un restaurante conocido con el mismo nombre por su distintiva figura. Dicho nombre sobrevivió hasta 1945, cuando se formaron y ampliaron las avenidas Paseo de la República y Bolivia respectivamente, y la avenida, que ahora lleva el nombre del presidente de los Estados Unidos, fue inaugurada formalmente por el concejal Max Arnillas Arana, quien pronunció un discurso en la ceremonia de inauguración en representación de la Municipalidad de Lima.
El historiador peruano Luis A. Eguiguren afirma que durante la época española existió una conocida prostituta conocida como "La Culebra" que avisaría a los transeúntes masculinos cuando habían llamado su atención. También afirma que otro nombre que alguna vez tuvo la calle fue Cinco Esquinas—no confundir con el barrio del mismo nombre—tras las cinco esquinas que forma el cruce de las calles Sirena, Calonge y Cascajal.
De 1919 a 1924 se construyó en la primera cuadra de la avenida el Edificio Rímac, diseñado por el arquitecto polaco-peruano Ricardo de Jaxa Malachowski en línea con el boom constructivo impulsado por el entonces presidente Augusto B. Leguía.